# Петровский пруд (Приморский район)
Петровский пруд — искусственный водоём, возникший на месте извлечённого для постройки пьедестала Медного всадника монолита Гром-камень. Входит в число особо охраняемых природных территорий Санкт-Петербурга. Находится в Приморском районе, МО Лахта-Ольгино, в Конной лахте.
Площадь водной поверхности пруда составляет около 0,3—0,5 га. Урез воды находится на высоте 7,8 м над уровнем моря. Явно выраженных притоков и вытекающих водотоков пруд не имеет. При переполнении, которое, как правило, происходит в период снеготаяния, сток идет через юго-восточную оконечность водоёма в проходящую поблизости канаву, сообщающуюся с бассейном Юнтоловки.

## История
Пруд возник на месте постепенно заполнившегося водой котлована, оставшегося после извлечения из земли в 1769 году Гром-камня. Окружен валом из извлеченных земляных пород.

## Охрана
15 февраля 2011 года этому пруду с прилегающей территорией присвоен статус памятника природы регионального значения.
Площадь охраняемой территории — 3,1 га, её граница идёт по внешней подошве вала, охватывающего широкую часть Петровского пруда, и по периметру юго-восточной оконечности акватории на расстоянии 30 метров от береговой линии.